# نشانه بتل
نشانه بتل (انگلیسی: Battle's sign) یا خون‌مردگی ماستوئید، در اصطلاح‌شناسی پزشکی، نشانی از شکستگی حفرهٔ خلفی قاعده استخوان جمجمه است، و می‌تواند نشان‌دهنده ترومای سر باشد. علامت باتل شامل کبودی بالای استخوان ماستوئید، در اثر نشت خون در مسیر شریان گوشی خلفی است.
این علامت، به نام ویلیام هنری بتل جراح انگلیسی نامگذاری شده است. نکته مهم اینکه این علامت، حداقل یک تا دو روز پس از ترومای اولیهٔ شکستگی جمجمه (همانند چشم‌های راکون) ایجاد می‌شود، بنابراین در مدیریت اولیه بیماران جهت تشخیص شکستگی قاعده جمجمه کمک کننده نیست. علامت باتل، معمولاً پس از آسیب به سر و آسیب دیدگی استخوان ماستوئید، همراه با کبودی دیده می‌شود.
نشانه بتل ممکن است با گسترش هماتوم ناشی از شکستگی فک پایین، که آسیبی با شدت کمتر است، اشتباه گرفته شود.